# Niesenkette

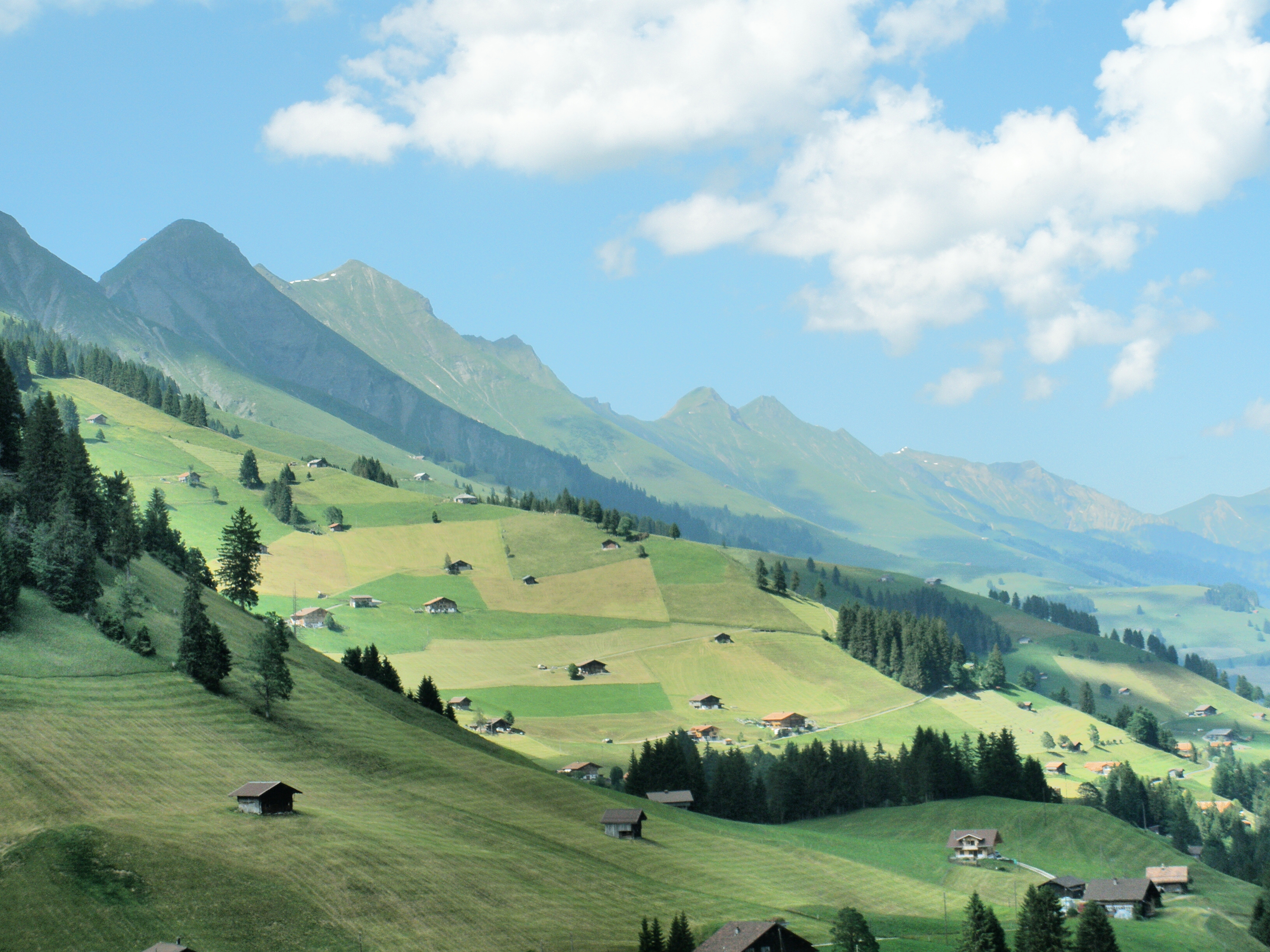
Niesenkette

Die Niesenkette ist ein ca. 21 km langer Gebirgszug im Berner Oberland zwischen dem Diemtigtal und dem Engstligental. Die Kette beginnt nahe Wimmis und endet in unmittelbarer Nähe der Lenk. Der Name der Kette stammt vom Niesen (2368 m ü. M.), der ihr nördlichstes Glied darstellt und zugleich der einzige touristisch erschlossene Gipfel ist (es führt eine Standseilbahn von Mülenen auf den Niesen). Der Niesen ist jedoch keineswegs die höchste Erhebung des Gebirgszuges. Diese befindet sich am südlichen Ende der Kette und wird vom Albristhorn (2762 m ü. M.) gebildet.
Eine Besonderheit der Kette ist ihre spezielle Topografie. Während auf der östlichen Seite die bewirtschafteten Alpweiden in breiten Mulden und Tälern liegen und die westlichen Gratausläufer der Gipfel schmal und im unteren Teil stark bewaldet sind, ist der Geländecharakter auf der Westseite gerade konträr. Die Alpweiden und Weiler befinden sich auf den sogenannten Eggen oder Spissen, die hier ziemlich breit sind. Diese Spissen sind durch die tiefen felsigen Gräben der Bachläufe getrennt, so dass es keine durchgehenden Strassen gibt. Die Spissen-Siedlungen gehören zur Gemeinde Frutigen, von Adelboden an abwärts handelt es sich um Rinderwald, Ladholz, Linter, Kratzern, Gempelen, Zwischenbäch und Ried.
Die Gipfel der Niesenkette von Nord nach Süd:
- Niesen (2362 m)
- Fromberghorn (2394 m)
- Drunengalm (2408 m)
- Standhorn (2338 m)
- Steinschlaghorn (2320 m)
- Tschipparällehorn (2397 m)
- Mäggisserenhorn (2347 m)
- Schmelihorn (2311 m)
- Hohniesen (auch Riedbündihorn, 2454 m)
- Wyssi Flue (2353 m)
- Linterhorn (2325 m)
- Ladholzhorn (2495 m)
- Winterhorn (2608 m)
  - 500 m nordwestlich des Winterhorns, etwas abseits der Hauptkette, erhebt sich die Männliflue (2652 m ü. M.)
- Erbithorn (2507 m)
- Wyssi Flue (2435 m)
- Drümännler (2436 m)
- Bodezehorn (2353 m)
- Landvogtenhorn (2616 m)
- Gsür (2710 m)
- Albristhorn (2762 m)

Koordinaten: 46° 34′ N, 7° 35′ O; CH1903: 610500 / 157500